# Karl Heinrich von Lang
Karl Heinrich Lang, 1808-tól von Lang (Balgheim, 1764. július 7. – Ansbach, 1835. március 26.) bajor történettudós.

## Pályafutása
Konstantin Lang pap és Sophie Buttersack fiaként született. Altdorfban jogot tanult; 1789-ben Bécsben a württembergi követ magántitkára lett, 1791-től 1793-ig Göttingenben történettudománnyal foglalkozott és 1795-ben a plassenburgi titkos levéltár őrévé nevezték ki. Miután 1797-ben mint porosz követségi titkár részt vett a rastatti kongresszuson, 1799-ben az ansbachi kormányzóságban hadi és uradalmi tanácsos lett. 1811-ben a müncheni birodalmi levéltár igazgatójává nevezték ki és 1817-ben nyugalomba lépett. Ansbachi birtokán érte a halál.

## Jelesebb művei
- Historische Entwickelung d. deutschen Steuerverfassung (Berlin, 1793)
- Historische Prüfung des vermeintlichen Alters der deutschen Landstände (Göttingen, 1796)
- Neuere Geschichte des Fürstentums Bayreuth (uo. 1798-1811)
- Annalen d. Fürstentums Ansbach unter d. preussischen Regierung (Frankfurt, 1806)
- Bayrische Jahrbücher von 1179 bis 1294 (Augsburg, 1816)
- Adelsbuch des Königreichs Bayern (München, 1816)
- Geschichte der Jesuiten in Bayern (Nürnberg, 1819)
- Geschichte Ludwigs des Bärtigen, Herzogs zu Ingolstadt (uo. 1821)
- Regesta bavarica (München, 1822-28, 4 kötet)
- Hammelburger Reisen in elf Fahrten (uo. 1818-33, humoros tartalmú)
- Memoiren des Ritters von L. (Braunschweig 1841, 2 kötet. Ezek az emlékiratok csak halála után jelentek meg és óvatossággal használandók.)